# 노마 두메즈웨니
노마 두메즈웨니(영어: Noma Dumezweni, 1969년 7월 28일 ~ )는 에스와티니 출생 잉글랜드의 배우이다.